# Újházi Ede
Újházy Ede (Debrecen, 1841. január 28. – Budapest, 1915. november 5.) magyar színész, jellemkomikus, a realista színjátszás egyik úttörője. Az Újházi tyúkhúsleves névadója.

## Életrajza

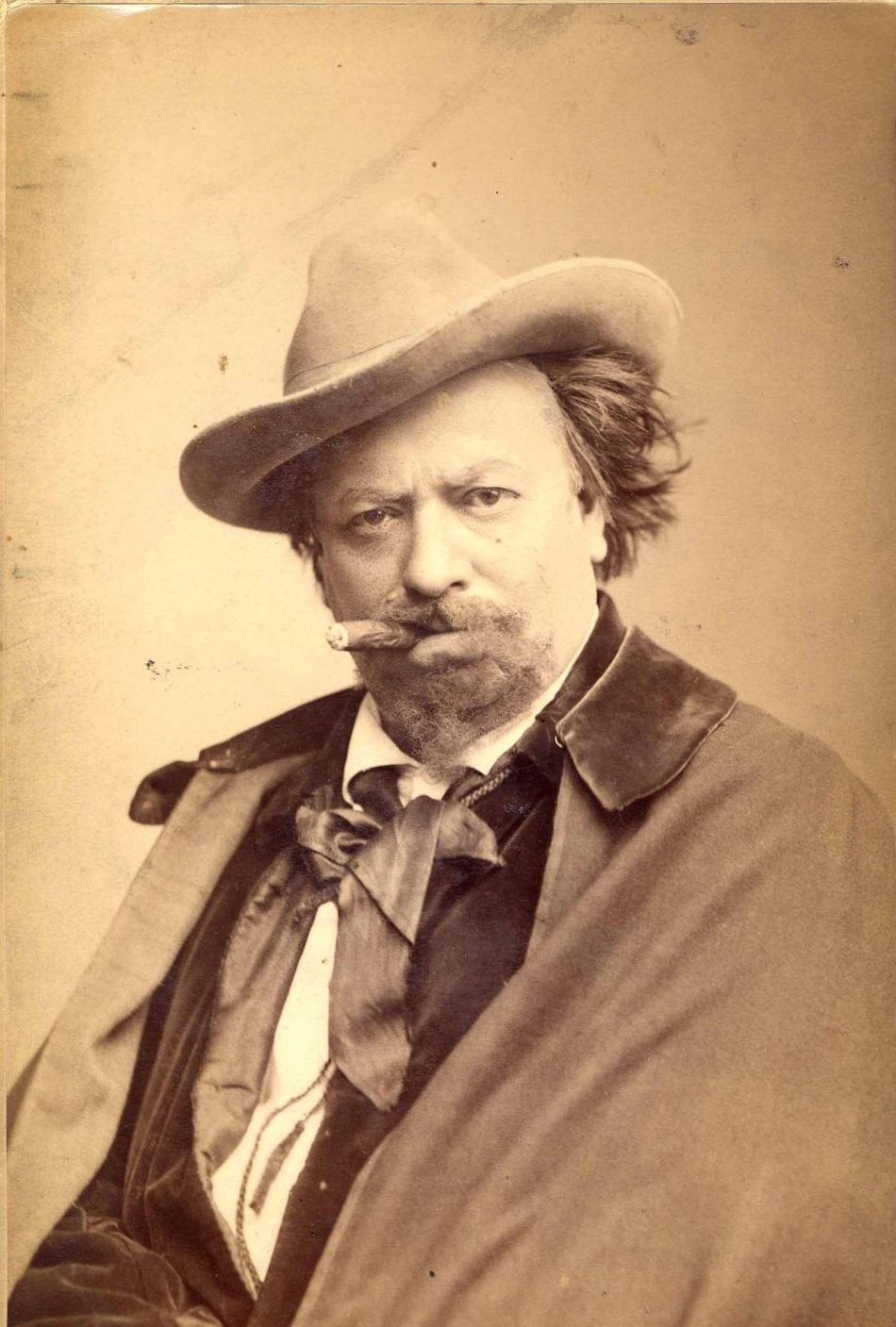
Újházi Ede

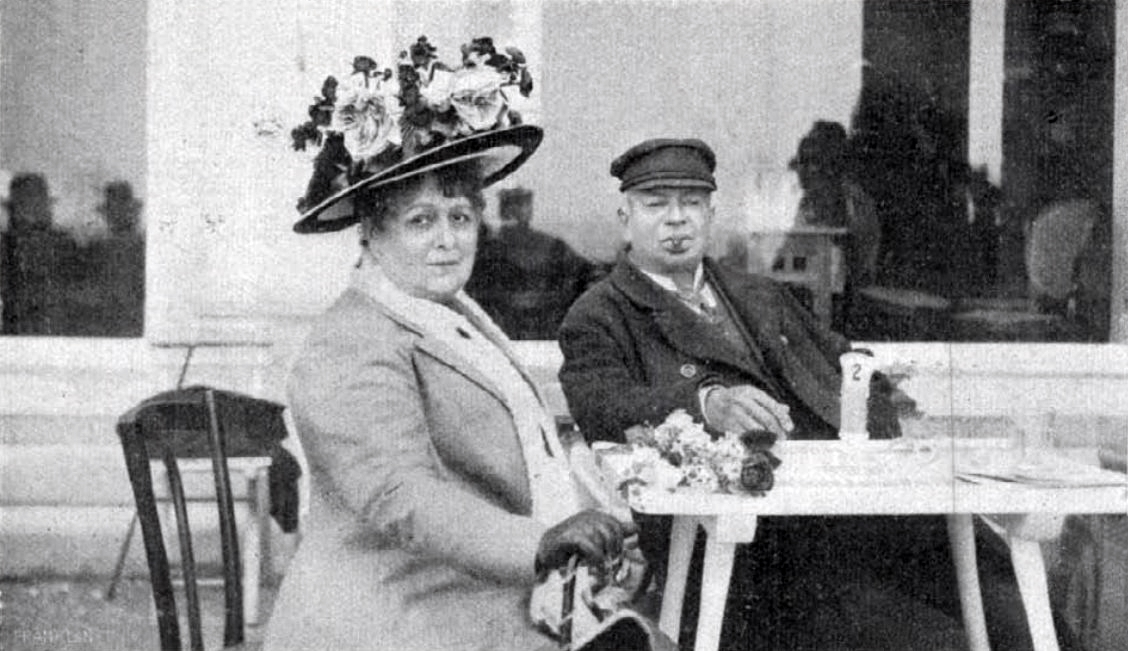
Blaha Lujza és Újházi Ede

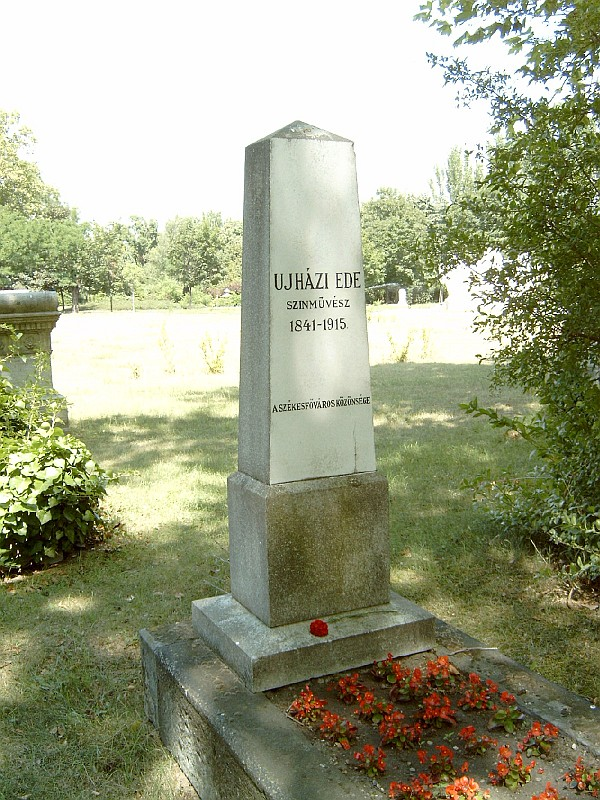
Újházi Ede sírja Budapesten. Kerepesi temető: 28-díszsor-28.

Ujházy Károly (eredetileg Ujházi Bernát, 1854. március 1-én a református vallásra áttéréskor kapta a keresztségben a Károly nevet) Debrecen szabad királyi város orvosa (meghalt 81 évesen, 1897. szeptember 29-én, Debrecenben) és Bock Mária (meghalt 59 évesen 1879. április 20-án, Debrecenben) fiaként született.
Mint előkelő család gyermeke jó nevelésben részesült, azonban szüleinek  ellenzése dacára iskolai tanulmányainak végeztével a színészi pályára lépett: 1864-ben kardalosnak állt Szigeti Imre soproni színtársulatához, innen Bényei István – Laczkó Gergely egyesített társulatához, majd Fehérvári Antalnál a kolozsvári Nemzeti Színházhoz, 1867-ben Kassára, Latabár Endréhez szerződött. Próbaföllépése a budapesti Nemzeti Színházban 1869. augusztus 13-án volt Jagó szerepében. Mint szerződtetett tag Lord Bourleigh szerepét játszotta, 1870. május 13-án az Essex grófban. 1888. október 27-én kinevezték a Magyar Királyi Operaház játékmesterévé. 1890. október 13-án a Nemzeti Színház nyugdíjára 400, a vidéki színésznyugdíjra 100 forintot adományozott. A Nemzeti Színház 1892-es bécsi vendégjátéka alkalmával az ottani közönséget is elkápráztatta Halévy Constantin abbé címszerepében nyújtott alakításával. Harmincéves nemzeti színházi jubileumát a Budai Színkörben ünnepelte. Színre került a Miniszter előszobájában és az Országgyűlési szállások. 1903. szeptember 28-án a budapesti Nemzeti Színház örökös tagja lett. 1905-ben a Ferenc József-rend lovagkeresztjét, 1908-ban a Vaskoronarendet kapta I. Ferenc Józseftől. Ugyanezen évben arcképét leleplezték az Országos Színészegyesület tanácstermében.
1886-tól huszonöt éven át a Színiakadémia drámai és operai tanára volt, 1914 januárjában ment nyugdíjba. Sikerét természetes játékmodorának köszönhette. Érzelmes, meleg humorral ábrázolta az élet elesettjeit és kisemmizettjeit. Magas, nehéz testű ember volt. Széles harcsabajuszos, mély és dörmögő hangú, megszólalása a színpadon és az életben is mindig eseményszámba ment.
Elhunyt 1915. november 5-én éjjel 12 óra 50 perckor, élete 74., Novák Margittal kötött házassága 2. évében; örök nyugalomra helyezték 6-án délután a Kerepesi úti temetőben, a református egyház szertartása szerint. Sírkövet Budapest fő- és székváros állított a nagy művésznek a Kerepesi úti temetőben részére adományozott díszsírhelyen.

## Magánélete
Testvérei: Izidor gyógyszerész (1845. - Debrecen, 1870. február 13.) és Sándor királyi főügyész (Debrecen, 1849. november 1. - Székesfehérvár, 1932. április 10.), akinek Berta lánya (Debrecen, 1878. november 11. - Budapest, 1937. december 13.) is színésznő lett
Első felesége Klee Lujza, a Gyapjú utcai német színház művésznője Lavalette néven, Klee Ágoston Lajos Nándor és Schrader Vilma Adelgunda Lujza lánya, megesküdtek 1878. január 23-án Budapesten. A házasságkötés után felesége felhagyott a színészettel, majd betegeskedni kezdett, és 35 évesen érte a halál egy klimatikus gyógyüdülőhelyen, Marillavölgyben (Krassó-Szörény megye) 1886. augusztus 30-án. Lujza testvére, Erzsébet Heltai Ferenc budapesti főpolgármesternek a felesége volt.
Második felesége az 1882-ben Budapesten szépségverseny-nyertes Székely Kornélia, Witty (helyenként Vitty) Sándor és Uhrick Amália lánya (született Lőcse, 1865. január 14. -?) aki hugával, Irénnel együtt színésznő lett. Kornélia a nevelőapja, Székely Nándor után vette fel a Székely nevet 1891-ben hivatalosan. Megesküdtek 1891. június 17-én Budapesten. Kornélia nem hagyott fel a színészettel, sőt tartósan Bécsbe ment játszani, de fellépett Berlinben is. Külön éltek az 1907-ben történt válásukig, második férje dr. Harter Gusztáv orvos volt.
Harmadik felesége Cserey Dezső bankhivatalnok elvált felesége Novák Irén Margit Nagyváradról, Novák János és Tóth Etelka lánya (született 1879. október 27. - ?). Megesküdtek 1914. március 13-án Budapesten, az Erzsébetvárosban.

## Fontosabb szerepei
- Címszerep (Halévy: Constantin abbé)
- címszerep (Hauptmann: Crampton mestere)
- Bartolo (Beaumarchais: Sevillai borbély és Figaro házassága)
- Pontyi (Bessenyei György: A filozófus)
- Szilvai professzor (Szigligeti Ede: Liliomfi)
- Tiborc (Katona József: Bánk bán)
- Pál apostol (Madách Imre: Az ember tragédiája)
- Gonosz Pista (Tóth Ede: A falu rossza)
- Göre Gábor (Gárdonyi Géza: A bor)
- Menenius (Shakespeare: Coriolanus)
- XI. Lajos (Delavigne)
- Julius Caesar (Shakespeare)
- Bobèche király (Offenbach: Kékszakállú herceg)
- Moor Ferenc (Schiller: Haramiák)
- Bölcs Náthán (Lessing)
- Kalmár (Vörösmarty Mihály: Csongor és Tünde)
- Péter apostol (Madách Imre: Az ember tragédiája, az ősbemutatón)
- Böffen Tóbiás (Shakespeare: Vízkereszt)
- Harpagon (Molière: A fősvény)
- Bannai Gerő (Szigeti J.: Rang és mód)
- Rank doktor (Ibsen: Nóra)

## A „Leves”
Esküvői ebédek, lakodalmak kedvelt első fogása az Újházi-tyúkhúsleves, amelynek névadója Újházi Ede. A szakma leginkább jeles szerepeiről emlegeti Újházit, de a nagyközönség szemében gasztronómiatörténeti alak is. Pályafutását számos legenda övezi, ezek egyike „tyúklevesének” története, mely elválaszthatatlan a mai Gundel elődjétől, a Wampeticstől. Ott született a nevezetes leves.
Újházi Ede látogatásai során elbeszélte, hogy ő az érett tyúkdarabokkal, aprólékokkal, jóféle fehér húsdarabkákkal, tésztával és megfelelő zöldséggel párolt leves kedvelője. Másnap a figyelmes főszakács kedveskedett neki a későbbi tyúkhúsleves első változatával. A Mester megkóstolta. További utasításokat adott a készítéshez. Így alakult, finomodott olyanná, amely a századfordulótól napjainkig a rangosabb vendéglátóhelyek kínálatából még véletlenül sem hiányozhat.
Nagy Endre író, konferanszié, színigazgató írta meg leghitelesebben az Újházi tyúkhúsleves kakashússal történő elkészítésének igazi titkát:
„Nem sajnálta a fáradságot, költséget, elutazott Debrecenbe, hogy saját találmányú levesének anyagát beszerezze. Vén kakasok kellettek ehhez a leveshez, amelyeknek megkeményedett izmaiba szerelmi viharok íze-sava gyülemlett össze. Három napig egyfolytában kellett főniük, amíg belemálltak a levesbe és eggyé főttek a zöldséggel, főként a legendás jelentőségű zellerrel. Különösen vigyázott, hogy el ne kallódjanak a kakasok taréjai és egyéb megkülönböztető szervei, amelyeknek átazonosuló képességében babonásan hitt. Megkülönböztető figyelmének jele volt, ha valakit egy-egy ilyen részlettel megkínált. Egy ilyen tányér leves a beteget talpra állítja, s az egészségest viruló ifjúvá teszi.”
„Színész volt, nagy művész, tehát emléke kortársai élethossziglanára ítéltetett. De egy maradandó emléke mégis van: a vendéglők étlapján a Chateaubrand-ok, Wellingtonok között ott szerepel az Újházi-leves is.”

## Munkái
- Benedix, A nőgyűlölő, vígjáték 1 felvonásban, ford. Bpest, 1875. (Nemzeti Színház Könyvtára 66.)
- Bayard, A czárnő foglya, vígjáték 2 felvonásban, ford. uo., 1875
- Régi színészekről. Bródy Sándor előszavával. uo., 1908
- A reggeli gyakorlat. Víg katonai életkép énekbetétekkel. uo., 1909 (Kabaré-kincstár 13.). Kéziratban: Aszalai uram leányai. L’Arronge után magyar színre alkalmazta (Először a Nemzeti Színházban 1878. június 28.).